# Џон Бабингтон (математичар)
Џон Бабингтон је био енглески математичар и артиљерац.
Бабингтон је 1635. објавио фолио књигу под називом Pyrotechnia, или  Discourse of Artificiall Fireworks, у коју је била додата „Кратка расправа о геометрији ... са табелама са квадратним кореном до 25.000 и кубним кореном до 10.000, где су сви корени под тим бројевима.“ Први део књиге, који се бави употребом ватромета у војне сврхе, као и за забаву, био је посвећен „грофу од Њупорта, главном у артиљерији Његовог Височанства”. Као што у предговору аутор каже о себи „Сигурно сам протеклих година, као и сада, један од инфериорнијих артиљераца Његовог Височанства“.
Три копије енглеских стихова објављене су у славу аутора, од којих је једна Џона Бејта, аутора књиге Mysteries of Nature and Art. Други део, геометријска расправа, посебно је дизајнирана за употребу оружја и посвећена је „Сер Џону Хајдену, поручнику Артиљерије Његовог Височанства”.
Логаритамске табеле, које чине трећи део књиге, биле су прво обављене у Енглеској.